# 大聖寺川水電
大聖寺川水電株式会社（だいしょうじがわすいでん かぶしきがいしゃ）は、明治末期から昭和戦前期にかけて存在した日本の電力会社である。北陸電力送配電管内にかつて存在した事業者の一つ。
本社は石川県江沼郡大聖寺町（現・加賀市）。1911年（明治44年）に開業し、現在の加賀市域を中心に電気を供給した。1941年（昭和16年）、日本海電気を中心とする北陸地方の電力会社計12社の新設合併に参加し、北陸合同電気となった。

## 沿革

### 1910年代
大聖寺川水電株式会社は、石川県江沼郡の有力者によって1911年（明治44年）2月25日に設立された電力会社である。
元々、この地方には大阪在住の弁護士入江鷹之助らの企画で1907年（明治40年）12月に設立された「北陸水力電気株式会社」があったが、一部工事に着手しただけで1910年（明治43年）7月に解散していた。同社の計画を引き継いだのが大聖寺川水電であり、社長の久保彦兵衛をはじめ、設立に関係したのはその多くが橋立村・瀬越村在住の北前船海運業者であった。資本金は20万円。設立後1911年4月に着工、北陸水力電気の計画を引き継ぎ、山中温泉にて大聖寺川から分水する紙谷用水を用いた出力264キロワットの水力発電所を完成させ、1911年12月30日に開業した。
当初の供給区域は江沼郡大聖寺町・山代村・山中村など。開業翌年には5000灯を越える電灯の取り付けがあった。その後大戦景気も手伝って需要は着実に伸長し、電灯取付数は1914年に1万灯、1920年には2万灯を越え、電力供給も織物業の活況で1915年の211キロワットから1920年には526キロワットに拡大した。この間、渇水期の補給用に出力150キロワットの火力発電所を建設。さらに電力不足のため1918年（大正7年）3月には金沢電気瓦斯からの受電を開始した。
需要拡大に対応すべく、大聖寺川水電では大聖寺川にて我谷発電所（出力216キロワット）建設に取り組んだ。完成までの間、石炭価格の高騰で採算があわなくなった火力発電所を長時間運転して供給の維持に努めたが、新規の電力供給が不可能になり、1919年（大正8年）4月には電灯供給も新規供給停止を余儀なくされた。我谷発電所は翌1920年（大正9年）12月に運転を開始した。
1913年（大正2年）3月、大聖寺と山中を結ぶ馬車鉄道が電化され、石川県で最初の電気鉄道が開業した（後の北陸鉄道山中線）。同年温泉電軌が発足、周辺地域の鉄道事業者を統合し、1922年（大正11年）にかけて地域の馬車鉄道を電化していった。この温泉電軌に対し、大聖寺川水電は電力を供給している。

### 1920年代
大聖寺川水電では、我谷発電所完成後の1921年（大正10年）より日本絹織の紡績工場への電力供給を開始した。
次いで1926年（大正15年）1月、動橋川水力電気より電気事業を買収した。同社は1919年8月江沼郡作見村（現・加賀市）に設立され、動橋川水系に今立発電所（出力100キロワット）を建設して1921年6月に開業していた。同社の供給区域は発電所のある東谷奥村をはじめとする江沼郡東部であった。供給区域拡大の一方、これまで220キロワットの電力を供給していた温泉電軌が1926年1月に自社発電所（枯淵発電所、出力720キロワット）を建設したため、立場が逆転し温泉電軌から220キロワットの電力を購入するようになった。さらに同社は、余剰電力を織物工場や温泉旅館へと直接供給するという兼営の電気事業まで始めた。
1924年5月、大聖寺川水電は金沢電気軌道など石川県下の電気事業者と連合して北陸共同電気という新会社を設立していた。これは富山県にて大規模電源開発を手掛ける日本電力から電力不足に悩む石川県側の事業者へと送電するための会社で、県境をまたぐ送電線を建設した。北陸共同電気の出現により、1927年（昭和2年）に金沢市営電気（旧・金沢電気瓦斯）からの受電は同社からの受電に切り替えられている。1929年6月末時点における北陸共同電気からの受電は650キロワットであった。なお北陸共同電気は1929年10月富山県の高岡電灯に合併された。また受電とは別に、1928年（昭和3年）7月大聖寺川水系に3番目の水力発電所となる九谷発電所（出力1,300キロワット）が完成した。
以上のように事業が拡大していた大聖寺川水電であったが、1927年に発生した昭和金融恐慌により取引先の八十四銀行が休業・整理されたことで、約39万円の預金・利子のうち17万円余りが損失となった。この損失は積立金で補填されたものの経営への打撃は大きく、隣接する福井県で電気事業を経営する京都電灯が救済に入ることとなり、大聖寺川水電の重役が持つ株式全部（総株数の94パーセント）を京都電灯が引き取った。その結果、大聖寺川水電は京都電灯の傘下に入り、1928年7月西出孫左衛門社長以下全役員が辞任し、京都電灯社長田中博をはじめとする京都電灯関係者が新役員となった。

### 1930年代以降
大聖寺川電力の供給区域内では、1931年（昭和6年）5月山中町、1934年（昭和9年）9月大聖寺町、と相次いで大火が発生した。大火で会社も被害を受けたが、その影響は短期間で、復興過程で大火前よりも電灯が普及するという現象がみられた。電灯取付数は1932年上期に5万灯、1934年下期に6万灯、1937年上期に7万灯というペースで拡大し、1939年（昭和14年）3月末時点では7万3482灯となった。地域別の灯数を見ると、全体の28パーセントにあたる2万261灯が大聖寺町に集中し、大聖寺・山中・山代の3町だけで5割近くを占める。
電力供給は主力の織物業の活況に従って増加し、さらに1938年（昭和13年）10月に小松製作所粟津工場という大口需要家が加わったことで一層伸長した。1939年3月末時点での電力供給は4,084キロワットで、これも全体の2割以上が大聖寺町に集中していた。
電源については、1930年代を通じて自社発電所の新規建設はなく、供給力の増強は親会社となった京都電灯からの受電増加にほとんど依存した。1939年末時点での電源は、自社水力発電所4か所・総出力2,720キロワットと、京都電灯4,300キロワット・温泉電軌370キロワット・高岡電灯300キロワットの受電（融通電力を含まず）であった。
1940年代に入ると、日本海電気の主唱により北陸地方の電気事業を自主統合しようという動きが急速に進展する。その結果、日本海電気・高岡電灯・金沢電気軌道・小松電気・大聖寺川水電・越前電気の6社に各社の関係会社6社をあわせた合計12社の合併が取り決められた。1941年（昭和16年）3月10日合併契約調印、3月29日株主総会での合併・解散決議と手続きが進められ、、8月1日新会社北陸合同電気株式会社発足に至った。この新設合併に伴い大聖寺川水電を含む旧会社12社は解散した。

### 年表
- 1907年（明治40年）
  - 12月24日 - 北陸水力電気株式会社設立。
- 1910年（明治43年）
  - 7月31日 - 大聖寺川水電発起人が北陸水力電気より事業を譲り受ける。
- 1911年（明治44年）
  - 2月25日 - 大聖寺川水電株式会社設立。
  - 12月30日 - 開業。
- 1920年（大正9年）
  - 12月7日 - 我谷発電所運転開始。
- 1926年（大正15年）
  - 1月22日 - 動橋川水力電気の事業を買収。
- 1928年（昭和3年）
  - 7月 - 京都電灯の傘下に入る。
  - 7月8日 - 九谷発電所運転開始。
- 1931年（昭和6年）
  - 5月7日 - 山中町の大火で被災。
- 1934年（昭和9年）
  - 9月9日 - 大聖寺町の大火で被災。
- 1941年（昭和16年）
  - 3月10日 - 大聖寺川水電を含む北陸3県の12事業者で合併契約を締結。
  - 8月1日 - 北陸合同電気株式会社設立。大聖寺川水電は解散。
- 1942年（昭和17年）
  - 4月1日 - 北陸合同電気・京都電灯・日本電力の3社と金沢市営電気供給事業の出資・統合により北陸配電設立。

## 供給区域一覧
1937年（昭和12年）12月末時点における大聖寺川水電の電灯・電力供給区域は以下の通り。
- 石川県
  - 江沼郡（3町20村）：
    - 郡内全町村（現・加賀市・小松市）。ただし東谷奥村・西谷村の各一部を除く

  - 能美郡（3村）：
    - 御幸村・粟津村・苗代村（一部）（現・小松市）
- 福井県
  - 坂井郡（2村）：
    - 吉崎村・北潟村（一部）（現・あわら市）

## 発電所一覧
大聖寺川水電が運転していた発電所は以下の通り。
| 発電所名 | 種別 | 出力 (kW)     | 所在地・河川名                                  | 運転開始      | 備考                                       |
| -------- | ---- | ------------- | ----------------------------------------------- | ------------- | ------------------------------------------ |
| 山中     | 水力 | 264 →414 →528 | 江沼郡山中町（現・加賀市） （河川名：大聖寺川） | 1911年12月    | （1965年9月廃止）                          |
| 我谷     | 水力 | 216 →432      | 江沼郡西谷村（現・加賀市） （河川名：大聖寺川） | 1920年12月    | （1964年10月廃止）                         |
| 九谷     | 水力 | 1,300 →1,660  | 江沼郡西谷村（現・加賀市） （河川名：大聖寺川） | 1928年7月     | 現・北電九谷発電所                         |
| 今立     | 水力 | 100           | 江沼郡東谷奥村（現・加賀市） （河川名：動橋川） | （1921年6月） | 前所有者：動橋川水力電気 （1967年4月廃止） |
| 山中火力 | 汽力 | 150           | 江沼郡山中町（現・加賀市）                      | 1915年        | 1929年10月廃止                             |

上記のうち廃止されていない4か所の水力発電所は北陸合同電気に移管され、1942年4月以降は北陸配電に帰属した。その後は1951年5月の電気事業再編成にていずれも北陸電力に継承されている。